# Verl
Verl (pronunciación en alemán: /fɛʁl/ⓘ) es un municipio situado en el distrito de Gütersloh, en el estado federado de Renania del Norte-Westfalia (Alemania), con una población a finales de 2016 de unos 25 465 habitantes.
Se encuentra ubicado al noreste del estado, en la región de Detmold, cerca de la orilla del río Ems y la frontera con el estado de Baja Sajonia.

## Deportes
El club de fútbol local, SC Verl, milita en la tercera división del fútbol del país, la 3. Liga. Juega de local en el Stadion an der Poststraße, con capacidad para 5.153 espectadores.